# Austria 9
Austria 9 fue una estación de televisión privada austriaca. La autoridad reguladora responsable RTR emitió la aprobación mediante una notificación el 6 de abril de 2019. diciembre de 2007; el programa fue lanzado el 12 de diciembre de 2007 puesto en funcionamiento oficialmente a las 12:12 p. m. Fue retransmitido desde los Rosen Hügelstudios de Viena.
A las 3. Julio de 2012 a las 20:15 la estación fue sustituida por Sixx Austria.

## Historia
El 12 el 1 de diciembre de 2007, Austria 9 comenzó a transmitir como una emisora privada de servicio completo en toda Austria.
En noviembre de 2009, los dos accionistas, Conrad Heberling y Andmann Media Holding, se hicieron cargo por completo de la estación.
Se transmitió un programa de entretenimiento familiar y austriaco. Se proyectaron largometrajes austriacos, películas de televisión alemanas, destacados de Hollywood y clásicos de Hollywood. El programa se complementó con series y sitcoms, como Will & Grace, The X Files – The FBI's Uncanny Cases o The Mountain Doctor, y varios programas de televenta. También había revistas de todos los estados federales, como Ländle TV, Das Steiermark-Magazin y la revista de Carintia "Schau rein".
Mientras tanto, la cuota de mercado de Austria 9 era 1% dentro del grupo objetivo de 12 a 49 años.
Según sus propias declaraciones, el número 9 en el nombre de la estación representaba los nueve estados federales de Austria.
Austria 9 se autofinanciaba en gran medida a través de la publicidad televisiva y los programas de televenta. Según el aviso de aprobación de RTR, era un programa completo. Sin embargo, los mensajes clásicos no se enviaron.
En abril de 2012, se anunció que ProSiebenSat.1 Media AG Austria se había hecho cargo de 9 y tiene la intención de realinearse para convertirse en Sixx Austria. A las 3. En julio de 2012, la estación dejó de transmitir a favor de sixx Austria.

## Largometrajes
Se proyectaron largometrajes en una amplia variedad de categorías cinco veces por semana en la noche principal:
- Lunes: Austria 9 Movietime (películas alemanas, en su mayoría comedias o comedias románticas)
- Miércoles: largometraje de Hollywood
- Jueves: Austria 9 Movietime
- Viernes: Largometraje austriaco / Largometraje europeo
- Sábado: largometraje de Hollywood

## Serie
Series mostradas en Austria 9:
- JAG - En nombre del honor
- Expediente X - Los casos misteriosos del FBI
- El médico de la montaña
- voluntad y gracia
- Cybill
- Su hobby es el asesinato.
- Policías de Nueva York - NYPD Blue
- Ley y orden: Nueva York
- MacGyver
- Las calles de San Francisco
- rosaanne
- Matlock
- Petrocelli
- La familia Addams
- Una jaula llena de héroes
- Sin piedad para papá
- mucha familia
- Cobra, toma el control

## Revistas
- Revistas Regionales
  - Ländle TV (Noticias de Vorarlberg) incluidas las Ländle Talks
  - Revista de Estiria
  - Echa un vistazo - The Carinthia Magazine
  - Azul-Amarillo - La NÖ-TV
  - Los 4 cuartos de Alta Austria
  - vienés yo. salón
  - PannonienSport (deporte de la región de Panonia) incluida la revista Pur y charla

- Formatos de entretenimiento e información
  - Cast your Art (http://www.castyourart.com/) (se presentan varios artistas y galerías de arte)
  - Casa y construcción (perspectivas de los aspectos más importantes de la vivienda y la construcción)
  - Precioso. TV (consejos culinarios y todo lo relacionado con ellos)
  - Velocidad (todo sobre el coche)
  - Operación (En el camino con las Fuerzas Armadas de Austria)
  - Across Austria (senderismo y cultura en Austria)
  - Bergauf - La revista alpina y medioambiental (todo sobre la naturaleza y el montañismo)
  - Vivat Vinum (El mundo del vino austriaco)
  - Time 4 You (revista de ocio)
  - Simply Bankhofer (Salud, ocio y cultura con Hademar Bankhofer)
  - Sport-Lights (revista deportiva que ofrece deportes populares y alternativos)
  - Tú y el mundo – La revista de viajes
  - UPC Triple Juego

## Producciones propias
Por el momento, el único programa producido por Austria 9 fue la revista de sociedad Austria 9 Spotlights con Kathi Steininger como moderadora y editora. En entrevistas con varias celebridades del país y grabaciones de eventos seleccionados, dio una idea de la escena de la sociedad austriaca.

## Detalles técnicos
A finales de 2009, Austria 9 ya llegaba a más de dos tercios de todos los hogares con TV en Austria. AUSTRIA 9 se recibió en toda Austria por cable y satélite, así como por Sky (anteriormente Premiere) y por AonTV. Se transmite digitalmente a través del satélite Astra 1H . El programa estaba encriptado, pero podía recibirse sin costos adicionales utilizando una tarjeta satelital digital ORF, con la cual también se pueden desencriptar los programas de televisión de la ORF pública y de los canales privados ATV, ATV2 y Puls 4. Por razones legales, las tarjetas inteligentes ORF solo se entregan a personas que viven en Austria, pero se suministran de serie con la mayoría de los receptores de satélite digital vendidos allí, ya que de lo contrario no sería posible recibir programas de televisión pública vía satélite. No había transmisión terrestre a través de transmisores en Austria según el estándar DVB-T . Mientras tanto, la estación ha llegado a casi 77 % de todos los hogares (a partir de marzo de 2011).

## Crítica
Cen enero de 2011, la Comisión de Licencias y Supervisión descubrió que dos entrevistas producidas originalmente para Einfach Bankhofer y de segunda mano en Bible TV constituyen publicidad encubierta. La Comisión declaró:
. . . En la revista de salud salió u. una. Los expertos tienen su opinión sobre los beneficios de ciertos productos o sustancias activas, de cuya venta se benefician económicamente. Los espectadores se quedaron en la oscuridad acerca de estas conexiones. Los productos se podían ver varias veces y claramente reconocibles en la imagen. 
El concurso en su mayoría impopular y Los programas de llamadas fueron descontinuados a lo largo de 2010 y reemplazados por otros programas de televenta .